# Lullius
Lullius is een geslacht van wantsen uit de familie van de Tingidae (Netwantsen). Het geslacht werd voor het eerst wetenschappelijk beschreven door William Lucas Distant in 1904.

## Soorten
Het genus bevat de volgende soorten:

- Lullius affinis Duarte Rodrigues, 1989
- Lullius biseriatus Duarte Rodrigues, 1985
- Lullius insolens Drake, 1944
- Lullius major Distant, 1904
- Lullius minor Distant, 1904
- Lullius parvus Duarte Rodrigues, 1990
- Lullius spinifemur Drake, 1961
- Lullius turneri Duarte Rodrigues, 1982